# 2021 DN15
2021 DN15 est un objet binaire de la ceinture de Kuiper faisant partie des cubewanos découvert le  17 février 2021, un compagnon a été trouvé le même jour.

## Caractéristiques
2021 DN15 mesure environ 112 km de diamètre ayant un satellite de 106 km. Les objets orbitent à 31 900 km l'un de l'autre,. L'objet pourrait être qualifié de transneptunien double.